# Mihai Viteazul Chișinău
Mihai Viteazul Chișinău a fost un club de fotbal din Chișinău, Regatul României. Acesta este cel mai titrat club basarabean din perioada interbelică, alături de Fulgerul CFR fiind singura echipă care a ajuns până în semifinalele campionatului României.
Clubul a fost înființat în anul 1920, de către frații Vâlcov (Vasile, Colea, Petea și Volodea), sub numele de „Viteaz”. În 1925 denumirea a fost schimbată în „Mihai Viteazul”. În sezonul 1924-1925 echipa a pierdut titlul de campioană a Basarabiei în fața rivalei Fulgerul CFR. În sezonul 1926-1927, Mihai Viteazul reușește să câștige campionatul regional, calificându-se astfel la turneul final al Diviziei A, unde a zdrobit-o în meciul de debut pe Maccabi Cernăuți cu scroul de 6-0. A urmat meciul din sferturile de finală, cu Unirea Tricolor București, și după un meci terminat la egalitate 4-4, meciul s-a rejucat în ziua următoare, unde Mihai Viteazul a pierdut în prelungiri cu scorul de 3-1. 
După aceasta, Mihai Viteazul a participat în faza finală timp de trei sezoane consecutive.
În sezonul 1927-1928 a trecut în primul tur de Concordia Iași cu scorul de 9-1, iar în sferturile de finală a întâlnit Polonia Cernăuți, pe care a învins-o cu 5-2. În semifinale echipa a fost eliminată de viitoarea campioană din acel an, Colțea Brașov.
În sezonul 1928-1929, după ce a câștigat campionatul Basarabiei, echipa a participat la turneul final al campionatului României, dar a fost eliminată chiar din primul tur de către echipa Dragoș Vodă Cernăuți cu scorul de 1-0.
În sezonul 1929-1930, Mihai Viteazul a câștigat campionatul regional, apoi a participa la turneul final unde a eliminat-o în turul întâi pe Concordia Iași cu scorul de 4-2. În sferturi a trecut de Dragoș Vodă Cernăuți cu 4-2, iar în semifinale a pierdut în fața lui Juventus București, echipă care avea să câștige campiontul în acel sezon.
În sezonul 1938-1939 echipa apare înscrisă în Seria de Est a Diviziei B și tot în acel an participă pentru prima și unica oară în Cupa României, unde a întâlnit-o în șaisprezecimile de finală pe Unirea Tricolor București, de care nu a reușit să treacă mai departe, fiind învinsă cu 9-1.

## Jucători notabili
- Petea Vâlcov
- Colea Vâlcov
- Volodea Vâlcov